# Beliševo
Beliševo (en serbe cyrillique : Белишево) est un village de Serbie situé dans la municipalité de Vladičin Han, district de Pčinja. Au recensement de 2011, il comptait 55 habitants.
Beliševo se trouve dans le massif montagneux de la Kukavica.

## Démographie
| 1948 | 1953 | 1961 | 1971 | 1981 | 1991 | 2002 | 2011 |
| ---- | ---- | ---- | ---- | ---- | ---- | ---- | ---- |
| 777  | 814  | 729  | 534  | 406  | 249  | 136  | 55   |

|  |